# 長胸鉤杜父魚
長胸鉤杜父魚（学名：Artediellus minor）為輻鰭魚綱鮋形目杜父魚亞目杜父魚科的其中一種。分布於西北太平洋區的日本海域，屬底棲性魚類，深度可達水深126公尺，體長可達4.1公分，背鰭硬棘7枚；背鰭軟條11至12枚；臀鰭硬棘0枚；臀鰭軟條9至10枚，生活習性不明。
其种加词“minor”意为“较小的”。